# Хан Джао
Империя Хан Джао (китайски традиционен: 汉赵, опростен: 漢趙, пинин: Hànzhào; 304 – 329), или Империя Джао, или Северна Хан (北漢) е създадена през 304 г. от Лю Юен.
Младата хунска империя започва с война срещу Дзин. Император Лю Юен умира през 310 г. и е наследен от сина си Лю Хъ. Той е убит няколко седмици по-късно от брат си император Лю Цун. През 312 г. той окончателно разгромява Дзин и дори завладява столицата им. При неговото управление империята значително се разраства и управлява Северен Китай.
Лю Цун умира през 318 г. и е наследен от сина си Лю Цан. Той управлява много малко и през същата година на власт идва братовчед му Лю Яо. През 319 г. в източната част на империята му Шъ Лъ създава своя държава Хоу Джао и между двете страни избухва война. През 324 г. започват значителни сражения, а през 325 г. Шъ Лъ постига значителна победа.
През 328 година Шъ Лъ повежда силна армия срещу Лю Яо, а на следващата година завладява окончателно държавата.